# Yuji Sakakura
Yuji Sakakura (Prefectura de Mie, Japó, 7 de juny de 1967) és un exfutbolista japonès.

## Selecció japonesa
Yuji Sakakura va disputar 6 partits amb la selecció japonesa.